# Манна, Зохар
Зохар Манна (ивр. זוהר מנה‎; англ. Zohar Manna, 1939, Хайфа — 30 августа 2018) — израильский и американский учёный в области информатики, профессор Стэнфордского университета.
Родился и вырос в израильской Хайфе, изучал математику в Технионе, получив степень бакалавра 1962 году и степень магистра в 1965 году. В 1962—1964 годы работал программистом в вооружённых силах Израиля. Продолжил обучение в Университете Карнеги — Меллона, где изучал информатику и в 1968 году защитил докторскую диссертацию под руководством Роберта Флойда и Алана Перлиса.
В 1972 году временно вернулся в Израиль, где был профессором прикладной математики в Институте Вейцмана. С 1978 года — полный профессор Стэнфордского университета, на этой должности проработал до выхода на пенсию в 2010 году.
Действительный член Ассоциации вычислительной техники (1994).

## Избранная библиография
Учебники
- Manna, Zohar; Pnieli, Amir. The Temporal Logic of Reactive and Concurrent Systems: Specification (англ.). — Springer-Verlag, 1992. — ISBN 978-0387976648.
- Manna, Zohar; Pnieli, Amir. Temporal Verification of Reactive Systems: Safety (англ.). — Springer-Verlag, 1995. — ISBN 978-0387944593.
- Manna, Zohar. Mathematical Theory of Computation (англ.). — Dover, 2003. — ISBN 978-0486432380.
- Manna, Zohar; Waldinger, Richard. The Deductive Foundations of Computer Programming (англ.). — Addison-Wesley Professional, 1993. — ISBN 978-0201548860.
- Manna, Zohar; Waldinger, Richard. The Logical Basis for Computer Programming, Vol. 1: Deductive Reasoning (англ.). — Addison-Wesley Professional, 1985. — ISBN 978-0201182606.

Статьи
- Zohar Manna; Richard Waldinger. A Deductive Approach to Program Synthesis (англ.) // ACM Transactions on Programming Languages and Systems (TOPLAS)[англ.] : journal. — ACM, 1980. — January (vol. 2, no. 1). — P. 90—121. — doi:10.1145/357084.357090.